# Изъедугинский сельсовет
Изъедугинский сельсовет — упразднённые административно-территориальная единица и муниципальное образование со статусом сельского поселения в составе Шатровского района Курганской области России.
Административный центр — село Изъедугино.
Законом Курганской области от 12 мая 2021 года № 50 с 24 мая 2021 года упразднён в связи с преобразованием муниципального района в муниципальный округ.

## История
В соответствии с Законом Курганской области от 6 июля 2004 года № 419 сельсовет наделён статусом сельского поселения.

## Население
| 1989 | 2002 | 2004 | 2010 | 2012 | 2013 | 2014 |
| ---- | ---- | ---- | ---- | ---- | ---- | ---- |
| 497  | ↘343 | ↗350 | ↘211 | ↘195 | ↗200 | ↘193 |
| 2015 | 2016 | 2017 | 2018 | 2019 | 2020 |      |
| ↘192 | ↘171 | ↘168 | ↗172 | ↘161 | ↘153 |      |

## Состав сельского поселения
| № | Населённый пункт | Тип населённого пункта       | Население |
| - | ---------------- | ---------------------------- | --------- |
| 1 | Дернова          | деревня                      | ↘9        |
| 2 | Изъедугино       | село, административный центр | ↘202      |